# Hărnicești
Hărnicești – wieś w Rumunii, w okręgu Marmarosz, w gminie Desești. W 2011 roku liczyła 542 mieszkańców.